# Can Magre (Tavertet)
Can Magre és una casa de Tavertet (Osona) inclosa a l'Inventari del Patrimoni Arquitectònic de Catalunya.

## Descripció
Casa de forma allargada amb planta baixa i un pis. La teulada és a dues vessants. S'obren poques obertures i són de petites dimensions. El parament és de pedres irregulars sense devastar unides amb mortes excepte la llinda i brancals de les obertures que són de grans carreus de pedra.